# Нікорник рудогорлий
Ніко́рник рудогорлий (Apalis porphyrolaema) — вид горобцеподібних птахів родини тамікових (Cisticolidae). Мешкає в Східній Африці.

## Опис
Довжина птаха становить 12 см. Забарвлення птаха здебільшого сіре, за винятком рудувато-коричневого горла. Крила і хвіст мають коричнюватий відтінок.

## Поширення і екологія
Рудогорлі нікорники поширені в ДР Конго, Кенії, Танзанії, Руанді, Бурунді та Уганді. Вони живуть в тропічних гірських та галерейних лісах, на узліссях і галявинах на висоті від 1600 до 3400 м над рівнем моря.

## Поведінка
Харчуються комахами та іншиби безхребетними. Живуть парами або зграйками по 6-8 птахів.